# Quimiorrepelente
Los quimiorrepelentes son sustancias orgánicas o inorgánicas que poseen un efecto modulador de la quimiotaxis, produciendo un efecto negativo en las células móviles. El efecto de los quimiorrepelentes se obtiene a través de receptores de quimiotaxis o de receptores quimiotácticos hipotéticos, el elemento de un ligando quimiorrepelente es específico de la célula objetivo y dependiente de la concentración. Las respuestas a los quimiorrepelentes dan como resultados una natación axial y estos fenómenos son considerados básicos en la movilidad de las bacterias. Los quimiorrepelentes más investigados son sales inorgánicas, aminoácidos y algunas quimioquinas. Los quimioatrayentes son sustancias que expresan el efecto migratorio al quimiorrepelente.

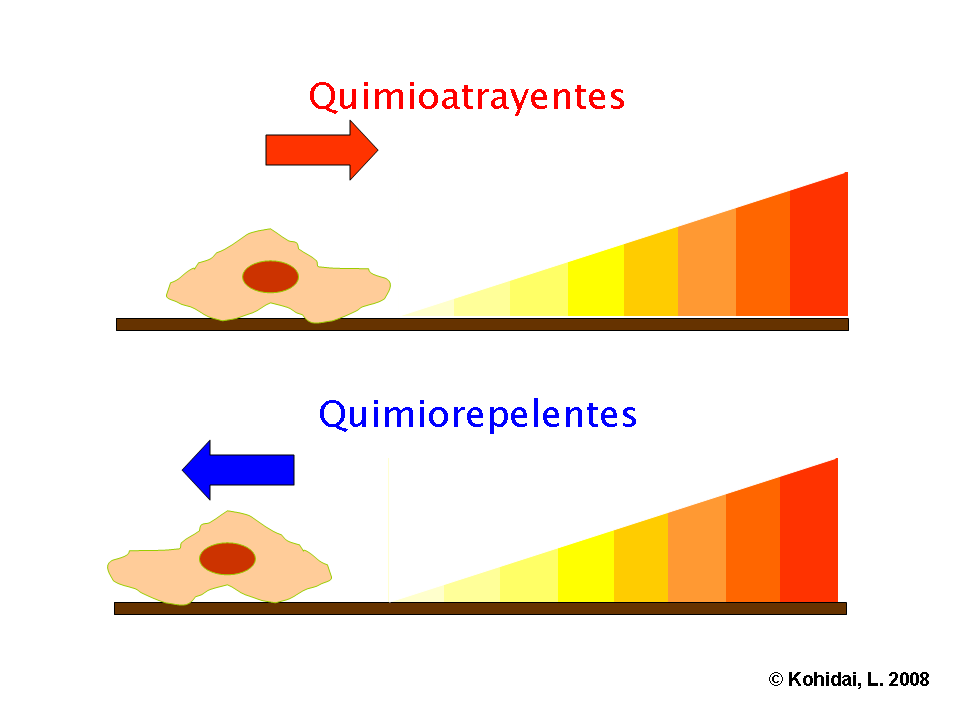
Representación gráfica de los quimioatrayentes y quimiorrepelentes.